# Paweł Orłowski (aktor)
Paweł Orłowski  (ur. 1990 we Włocławku) – polski b-boy, tancerz, choreograf, aktor i wokalista. Czterokrotny mistrz świata oraz Polski juniorów w breakdance. Od 2004 współpracuje z teatrem Studio Buffo. Występuje także w teatrze ekologicznym Bohema House.

## Życiorys

### Kariera
W wieku ośmiu lat rozpoczął treningi breakdance. Przez rok uczęszczał również na zajęcia karate. Jest członkiem formacji tanecznej Crazy Squad. Czterokrotnie zdobył mistrzostwo świata i Polski w breakdance. Ma na swoim koncie około 30 pierwszych miejsc na polskich i międzynarodowych turniejach.
W 2004 zadebiutował na scenie teatru Studio Buffo. Brał także udział w telewizyjnych programach Janusza Józefowicza: Przebojowa noc i Złota sobota. Występował także w roli tancerza w programach: Jaka to melodia?, Show!Time, SuperSTARcie czy Twoja twarz brzmi znajomo.
W 2011 wziął udział w programie TVP2 Bitwa na głosy, gdzie występował w drużynie Nataszy Urbańskiej, która zajęła szóste miejsce.

### Życie prywatne
2 września 2018 poślubił Natalię Baranowską.

## Spektakle w teatrze Studio Buffo
- Metro
- Romeo i Julia – Merkucjo
- Wieczór włoski
- Wieczór francuski
- Wieczór rosyjski
- Wieczór latynoski
- Wieczór rosyjski 2
- Wieczór bałkański
- Tyle miłości
- Ukochany Kraj...
- Polita

## Spektakle w teatrze Bohema House
- Calineczka. Magia tkwi w naturze[6]
- Dziewczynka z zapałkami. Świat smogu[7]
- Piraci z Plastiklandu. Sekrety głębin[8]

## Filmografia
- 2011: 1920 Bitwa warszawska – jako artysta kabaretowy